# Miffy
Miffy (nederländska: Nijntje [ˈnɛɪ̯ncǝ]) är en barnboksfigur som skapades och har ritats med början på 1950-talet av Dick Bruna. Den senaste boken utkom på nederländska 2009. Originalnamnet Nijntje kommer från ett barns uttal av det nederländska ordet "konijntje", som betyder "liten kanin".
Sedan 2006 finns ett museum om Miffy/Nijntje och hennes skapare, Dick Bruna-huis, som är en del av Utrechts Centraal Museum. Där kan man följa såväl Miffys/Nijntjes utveckling som andra serier tecknade av Dick Bruna. Museet är särskilt anpassat för barn (eller kortväxta), eftersom man hittar både tavlor och annat på låga nivåer, inuti och under montrar.
I Utrecht finns även hennes eget torg, Nijntje Pleintje, där hon står staty, samt ett rödljus vid ett övergångsställe där Miffy/Nijntje lyser grön (när man får gå) eller röd (när man inte får gå).